# عملية توفير الراحة
عملية توفير الراحة الأولى والثانية هي عملية تمت عن طريق الولايات المتحدة وبعض قوات التحالف. بدأت في أبريل 1991 وذلك للدفاع عن الأكراد الذين فروا من منازلهم في شمال العراق في أعقاب حرب الخليج وتقديم المساعدات الإنسانية لهم.

## عملية توفير الراحة الأولى
بعد انتفاضة عام 1991 في شمال العراق والرد العسكري العراقي في اتجاه جميع الثوار في شمال العراق وجنوبه وخوفا من مجزرة على غرار ما حدث عام 1988 خلال عمليات الانفال، فأدى ذلك إلى فرار ملايين العراقيين إلى الحدور العراقية التركية.
يوم 3 مارس، حذرالجنرال نورمان شوارزكوف لعراقيينه أن طائرات التحالف إسقاط طائرة عسكرية عراقية حلقت فوق البلاد.
يوم 20 مارس بدأت العمليات بحرب جوية بين القوات الجوية الأمريكية ة العراقية واسقطت بعض الطائرات العراقية والأمريكية.
في يوم 5 أبريل أصدرت الأمم المتحدة رقم 688، ويدعو العراق لوضع حد للقمع الذي تستخدمه ضد سكانها.
في يوم 6 أبريل وبدأت عملية توفير الراحة لتقديم المساعدات الإنسانية إلى الاكراد،حيث انشأت الولايات المتحدة والمملكة المتحدة وفرنسا منطقة حظر طيران موازية للشمال
شملت هذه الجهود في إيصال الإغاثة الإنسانية والعسكرية لحماية الاكراد من جانب القوات البرية المتمركزة للحلفاء في تركيا.
في حين أن عمليات درع الصحراء وعاصفة الصحراء كانت تديرها القيادة المركزية الأمريكية لكن كانت عملية توفير الراحة تدار بتوجيه من القيادة الأمريكية الأوروبية (EUCOM)، الذي يوجد مقره في Vaihingen، ألمانيا

## عملية توفير الراحة الثانية
بدأت عملية توفير الراحة الثانية في 24 يوليو 1991، في اليوم نفسه التي انتهت فية عملية توفير الراحة الأولى.
وكانت هذه العملية ذاتطابع عسكري بالدرجة الأولى وكانت مهمتها هو منع العدوان العراقي ضد الأكراد.
وتم سحب القوات العراقية من المناطق الكردية في تشرين الأول / أكتوبر 1991.
و في 5 نيسان / أبريل1992 قصفت القوات الجوية الإيرانية قواعد في شمال العراق الذي ينتمي إلى الحزب الديمقراطي الكردستاني في إيران، وسارعت الطائرات العراقية لاعتراض المتسللين بينما لم تتدخل طائرات التحالف، وحدثت بعض المعارك بالطائرات بين قوات الطرفين بعدذلك.
انتهت العملية رسميا في 31 ديسمبر 1996 بناء على طلب من حكومة تركيا التي رغبت في تحسين العلاقات مع كل من إيران والعراق،وأعقب ذلك عملية المراقبة الشمالية، التي بدأت في 1 يناير1997 والتي فرضت منطقة حظر الطيران في الشمال، ورفض فرنسا المشاركة في عملية المراقبة الشمالية.